# Горнунг, Лев Владимирович
Лев Влади́мирович Го́рнунг (7 октября 1902, Москва, Российская империя — 14 октября 1993, Москва, Россия) — русский советский поэт, переводчик, фотограф, мемуарист. Младший брат филолога, лингвиста и переводчика Б. В. Горнунга. Автор дневников и мемуаров о культурной жизни Москвы, литераторах, художниках и музыкантах, и серии фотопортретов деятелей культуры и искусства XX века.

## Биография

### Ранние годы
Родился в 1902 году в Москве. Отец Владимир Иосифович Горнунг — химик, общественный деятель, предприниматель, мать Мария Филипповна Горнунг (урожд. Морель) — наполовину француженка, получила педагогическое образование в Париже. Семья по линии отца имела шведско-немецкие корни (предки попали в Россию при Петре I). Дед Иосиф Иванович Горнунг — нумизмат, один из учредителей Московского нумизматического общества.
Получил домашнее образование, в 1912—1918 годах учился в 1-м Московском реальном училище, окончил шесть классов — обучение было прервано событиями Гражданской войны. Около года работал делопроизводителем во Всероссийском родительском союзе. В 1920—1922 годах служил в Красной армии, был рядовым 2-й запасной бригады тяжёлой артиллерии. Параллельно со службой в запасном полку в Москве был слушателем общеобразовательных курсов при 1-м МГУ.

### Начало литературной деятельности
В начале 1920-х годов начал писать стихи, участвовал в издании неподцензурных машинописных литературно-критических журналов и альманахов «Гермес», «Мнемозина», «Гиперборей». С начала 1923 года посещал собрания московского «Цеха поэтов» на квартире А. А. Антоновской и заседания литературного кружка, организованного П. Н. Зайцевым, познакомился с С. Я. Парнок, А. Альвингом, Б. Л. Пастернаком, О. Э. Мандельштамом и другими литераторами. С 1924 года участвовал в основанном Альвингом литературном объединении «Кифара» по изучению творчества Иннокентия Анненского.
После демобилизации из Красной армии занимался литературным трудом. В 1925—1930 годах работал в Государственной академии художественных наук. Участвовал в московской литературной жизни, сблизился с рядом деятелей культуры и искусства — литераторами, художниками и музыкантами.
После ликвидации ГАХН сотрудничал по договорам с рядом издательств и музеев, занимался переводческой работой. В 1930-е годы освоил искусство фотографии, выполнил серии фотопортретов деятелей культуры.
В 1936 году женился на поэтессе А. В. Петрово-Соловово. До их брака Соловово неоднократно подвергалась арестам и ссылкам "за происхождение". С конца 1930-х годов Горнунг участвовал в литературной работе жены, помогая записывать восстанавливаемые ею по памяти тексты, конфискованные при арестах и обысках.

### Война и последние годы
В мае 1942 года мобилизован на фронт, принимал участие в военных действиях на фронтах Великой Отечественной войны. Воевал в укрепрайонах Московской зоны обороны в составе отдельных пулемётно-артиллерийского и пулемётного батальонов, был командиром взвода пулемётной роты. Зиму 1942/43 годов провёл в окопах и землянках, заболел туберкулёзом. В апреле 1943 года из-за болезни был направлен в резерв, в июле 1944 года демобилизован в запас, до конца войны работал секретарём в Московской гарнизонной военной врачебной комиссии.
После войны у Горнунга началась прогрессирующая болезнь глаз. В 1956 году умерла жена Анастасия Васильевна. К 1960 году Горнунг полностью утратил зрение. Последние десятилетия жизни продолжал заниматься литературной работой при помощи друзей, работал со своим архивом, диктовал мемуары, давал консультации исследователям культуры XX века.
Умер в Москве в 1993 году. Похоронен на Ваганьковском кладбище.

## Литературная работа
Поэтические произведения Льва Горнунга при жизни издавались мало — первые публикации состоялись в начале 1920-х годов в журналах и альманахах «Гермес», «Мнемозина», «Гиперборей», «Чёт и нечет». Первый и единственный прижизненно выпущенный тиражом 12 экземпляров машинописный поэтический сборник «Валгалла. Стихи 1921—1922 гг.» (М., 1923) посвящён расстрелянному в 1921 году Н. С. Гумилёву, творчеством которого Горнунг увлёкся, будучи слушателем общеобразовательных курсов при 1-м МГУ. С 1921 года собирал материалы о жизни и творчестве Гумилёва, с 1925 года сотрудничал с ленинградским биографом поэта П. Н. Лукницким, в 1926 году познакомился с А. А. Ахматовой. Горнунгом была составлена библиография публикаций Гумилёва в периодических изданиях и сборниках, опубликована рецензия на посмертную книгу его стихотворений «К Синей Звезде» (1925).
С 1920-х годов Горнунг вёл дневники, запечатлевшие реалии культурной жизни Москвы и сведения о жизни и творчестве литераторов, художников и музыкантов, с которыми его связывали дружеские отношения, — А. А. Ахматовой, Б. Л. Пастернака, А. А. Тарковского, С. В. Шервинского, С. Я. Парнок, А. Альвинга, Ю. Н. Верховского, Б. К. Лившица, Д. С. Усова, М. А. Волошина, Г. Г. Шпета, А. Ф. Гедике и др.
В 1930-х годах Горнунгом выполнены переводы произведений французских драматургов Ж. Расина и П. Корнеля для издательства «Academia».
Воспоминания Горнунга об эпохе и деятелях культуры и искусства, созданные на основе дневниковых записей и надиктованные им в 1960—1990-х годах, публиковались в журналах с конца 1970-х годов.

## Фотоработы
Первые уроки фотомастерства Горнунг получил от Евгения Фейнберга в 1931 году. Увлёкшись фотографией, Горнунг снимал друзей, в числе которых были многие известные современники, путешествовал с фотоаппаратом, снимая архитектурные памятники Коломны, Великого Новгорода, Пскова, Полоцка, Крыма и др. По свидетельству Марины Тарковской, Горнунг «много снимал, на последние гроши покупал фотопринадлежности и химикалии, отказывая себе в самом необходимом…».
Отдельное место в фотографическом творчестве Горнунга занимает фотолетопись семьи Тарковских, с которыми его связывала близкая дружба. В 1930-х годах им были сделаны серии снимков старших и младшего поколений семьи в Москве и местах летнего отдыха в Подмосковье, запечатлевших хронику их жизни (свыше 100 снимков).
Одним из любимых художественных приёмов Горнунга была съёмка модели на фоне зеркала, известны выполненные им таким образом фотопортреты Бориса Пастернака (1948), Арсения Тарковского (1937), Андрея Тарковского в день шестнадцатилетия (1948).
В числе выполненных Львом Горнунгом фоторабот — серии фотографий А. Ахматовой во время пребывания в гостях у С. Шервинского на даче в Старках и поездки в Коломну (1936), фотопортреты Б. Пастернака в московской квартире и Переделкине (1948), снимки С. Парнок, А. Кочеткова, С. Шервинского, Л. Фейнберга, Б. Садовского и мн. др.

## Наследие и оценки
Фотоархив и воспоминания Льва Горнунга служат исследователям источниками сведений о реалиях культурной жизни Москвы и биографических сведений о деятелях культуры и искусства XX века, его фотоработами иллюстрированы десятки изданий (в том числе многочисленные западные издания книг А. Тарковского «Запечатлённое время» и «Дневники»). Выполненные им фотопортреты А. Ахматовой, Б. Пастернака и др. энциклопедия «Лица Москвы» относит к хрестоматийным.
Исследователи указывают на использование Андреем Тарковским горнунговских фотографий при работе над фильмом «Зеркало». По мнению сестры режиссёра Марины Тарковской, сделанные Горнунгом кадры из жизни их семьи стали импульсом к созданию братом фильма, а кадры на фоне старинного семейного зеркального шкафа повлияли на название картины (первоначально предполагалось название «Белый-белый день»). В процессе работы Тарковский не раз обращался к фотографиям Горнунга — по его заказу «Мосфильм» приобрёл у фотографа негативы снимков.

Многие фотографии, с детства изученные нами до малейшего штриха, до травинки, превратились впоследствии в кадры «Зеркала»: мама сидит на слегах ограды, пьёт из колодезного ведра, полощет бельё на речке, и мы — остриженные наголо, чтобы не обовшивели в деревне…— Марина Тарковская
Согласно свидетельству кинорежиссёра Александра Гордона, по снимкам Горнунга Тарковский «воссоздал декорации хутора Горчаковых и построил ряд мизансцен, где буквально и совершенно сознательно повторил в кадре их композиции»:

Разумеется, в фильме «Зеркало» отразился весь художественный и новаторский опыт Тарковского, но очевидно и то, что снимки Льва Владимировича вдохновляли режиссёра при работе над фильмом.
В 2002 году в Доме-музее Марины Цветаевой был устроен вечер «Борис Пастернак в воспоминаниях и фотографиях Льва Горнунга», приуроченный к годовщине со дня рождения поэта.
В 2004 году посмертно издан совместный поэтический сборник Льва и Анастасии Горнунгов «Упавшие зёрна». По оценке критика «Нового литературного обозрения» Иоанны Делекторской, книга «вносит новые оттенки в устоявшиеся представления об отечественной литературе прошедшего, XX века».
По оценке литературоведов и критиков, отразившее «целую эпоху» дневниково-мемуарное и фотографическое наследие Льва Горнунга имеет существенную ценность для историков культуры XX века.

Мемуары и фотографии Горнунга — это настоящий клад для историков, переоценить значение которого невозможно.— Маргарита Духанина

Без портретов и воспоминаний Льва Горнунга историк литературы XX века не обойдётся.— Наталья Иванова

Лев Владимирович был фотохудожником от Бога, у него было врождённое чувство красоты. Он умел увидеть и выявить прекрасное в природе и в человеке. В его фотографиях отразилось время. Это уникальные исторические свидетельства 30—40-х годов, будь то снимок князя Шереметьева, жившего в башне Новодевичьего монастыря или разрушенные фашистами новгородские шедевры древней архитектуры.— Марина Тарковская «Осколки зеркала»

## Комментарии
1. ↑   Горнунг был крестным отцом детей Арсения и Марии Тарковских — Андрея и Марины[5].